# جاده آرلینگتون
جاده آرلینگتون (انگلیسی: Arlington Road) فیلمی در ژانر معمایی و مهیج به کارگردانی مارک پلینگتون است که در سال ۱۹۹۹ منتشر شد.

## خلاصه داستان
قهرمان داستان سال‌هاست در دانشگاه دربارهٔ تاریخ آمریکا و تروریسم تدریس می‌کند. همسر اولش را در یک عملیات پلیسی از دست داده به تدریج متوجه فعالیت‌های مشکوک و تروریستی همسایه‌اش می‌شود اما در حال اثبات این قضیه همسر دومش را از دست می‌دهد (تصادف ساختگی در جاده ارلینگتون). خودش ناخواسته در یک دام بمبی را منفجر می‌کند و کشته می‌شود و اسمش در صفحات تاریخ آمریکا به عنوان تروریست ثبت می‌شود و تربیت فرزندش به بستگانش سپرده می‌شود. این فیلم با پایان بندی نامتداولش از معدود فیلم‌هایی است که شخصیت مثبت داستان در آن قربانی می‌شود و شخصیت منفی بدون گذاشتن هیچ ردپایی از خود باقی می‌ماند.

## بازیگران
- جف بریجز
- تیم رابینز
- جون کیوسک
- هوپ دیویس
- رابرت گوزت
- میسون گمبل
- اسپنسر تریت کلارک
- استنلی اندرسون